# Barokní kostely Filipín
Barokní kostely Filipín je označení pro čtyři hlavní barokní památky, které se nachází na Filipínách a které byly pro svou jedinečnost v roce 1993 zařazeny na Seznam světového dědictví UNESCO. Jsou to kostely ve městech Manila, Santa Maria, Paoay a Miagao a pocházejí z období španělské kolonizace Filipín. Všechny kostely jsou unikátní ukázkou evropského baroka, které bylo řemeslníky přizpůsobeno místnímu materiálu a technice. Kromě těchto 4 staveb existuje na Filipínách mnoho dalších barokních kostelů, které však na seznamu UNESCO nefigurují.

## Přehled staveb
| Kostel                         | Město       | Přesné souřadnice                 |
| ------------------------------ | ----------- | --------------------------------- |
| kostel svatého Augustina       | Manilla     | 14°35′20″ s. š., 120°58′31″ v. d. |
| kostel nanebevzetí Panny Marie | Santa Maria | 17°21′59″ s. š., 120°28′59″ v. d. |
| kostel svatého Augustina       | Paoay       | 18°3′45″ s. š., 120°31′15″ v. d.  |
| kostel sv. Tomáše z Villanovy  | Miagao      | 10°38′31″ s. š., 122°14′8″ v. d.  |

## Fotogalerie

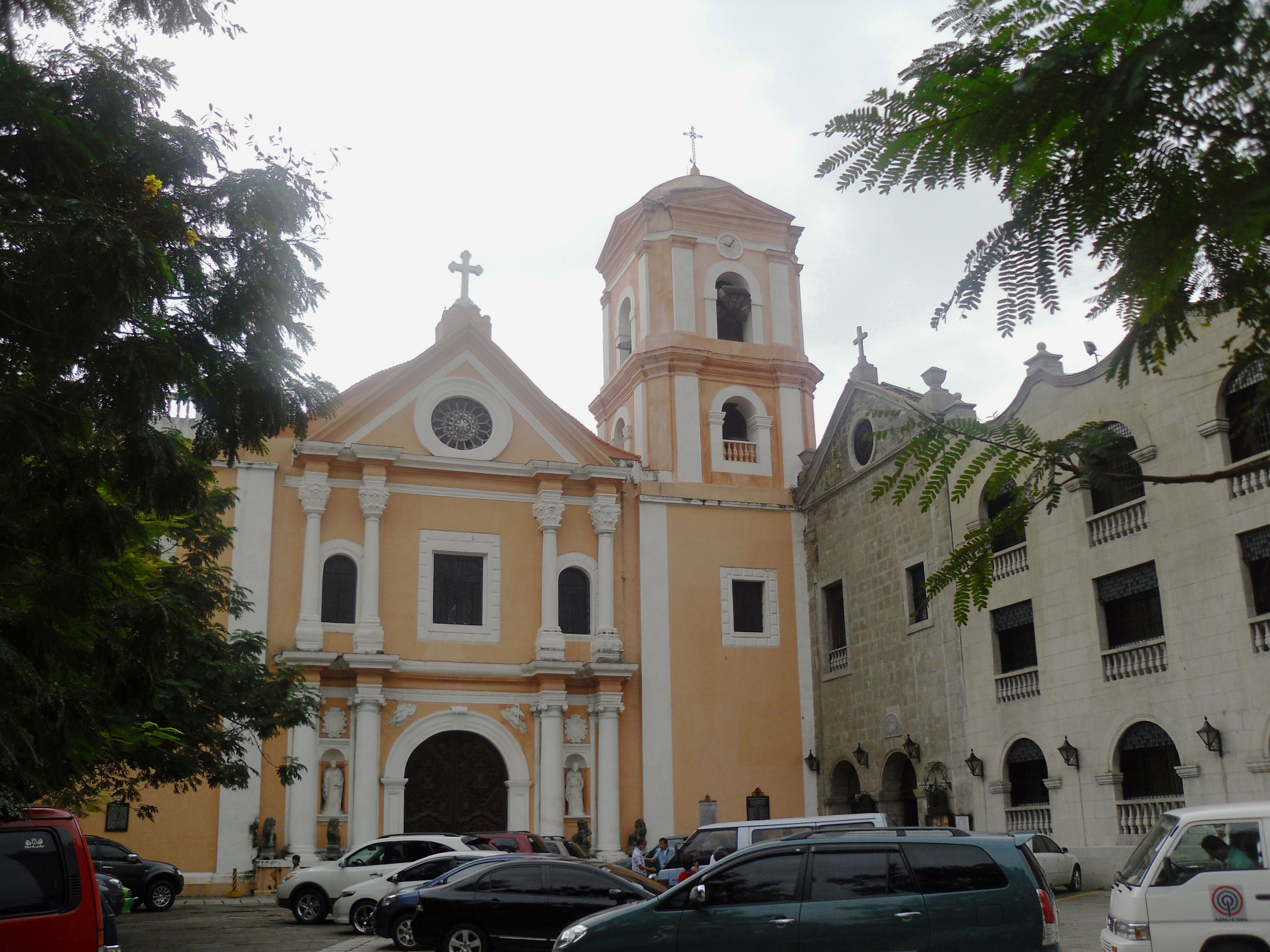
Manilla
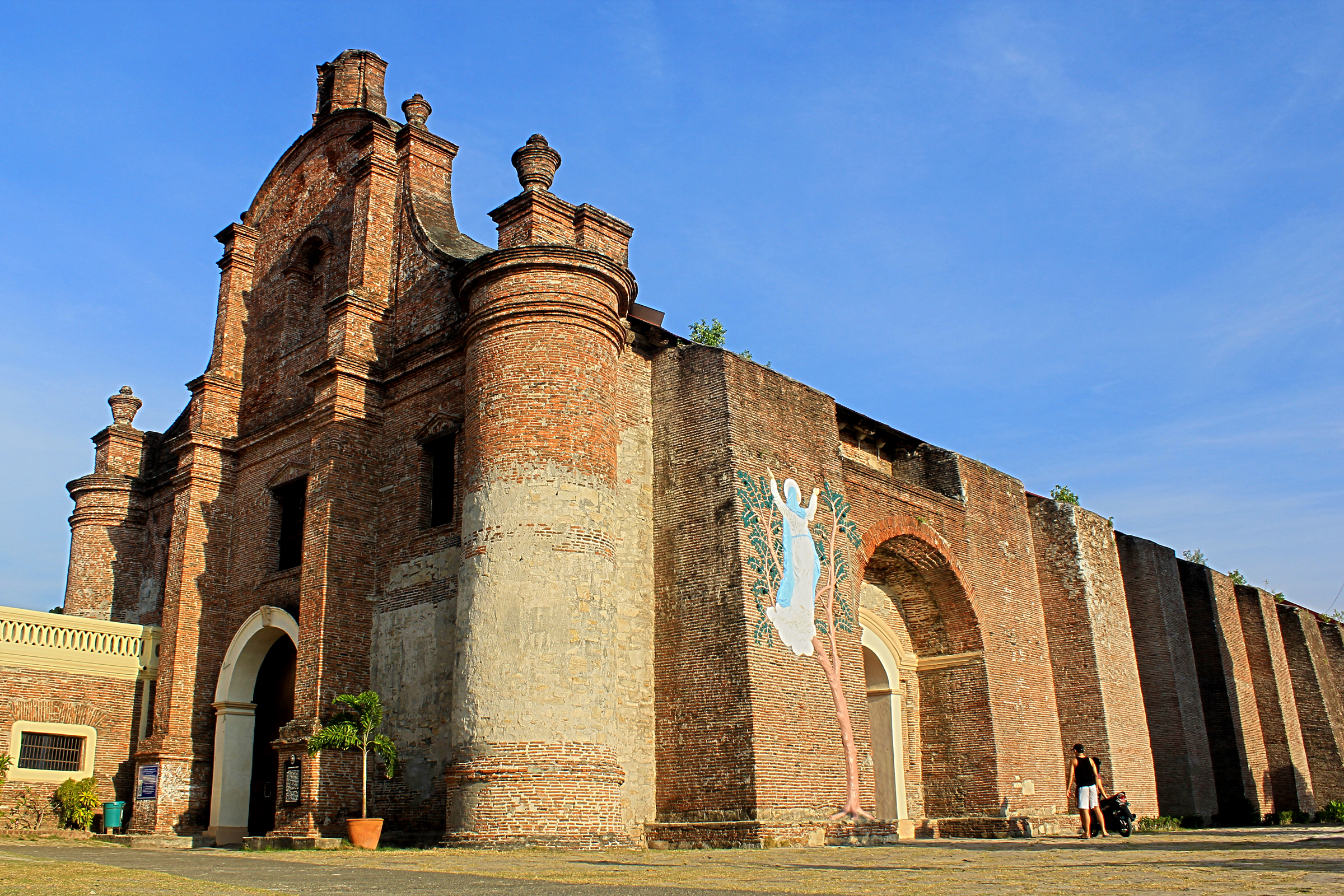
Santa Maria
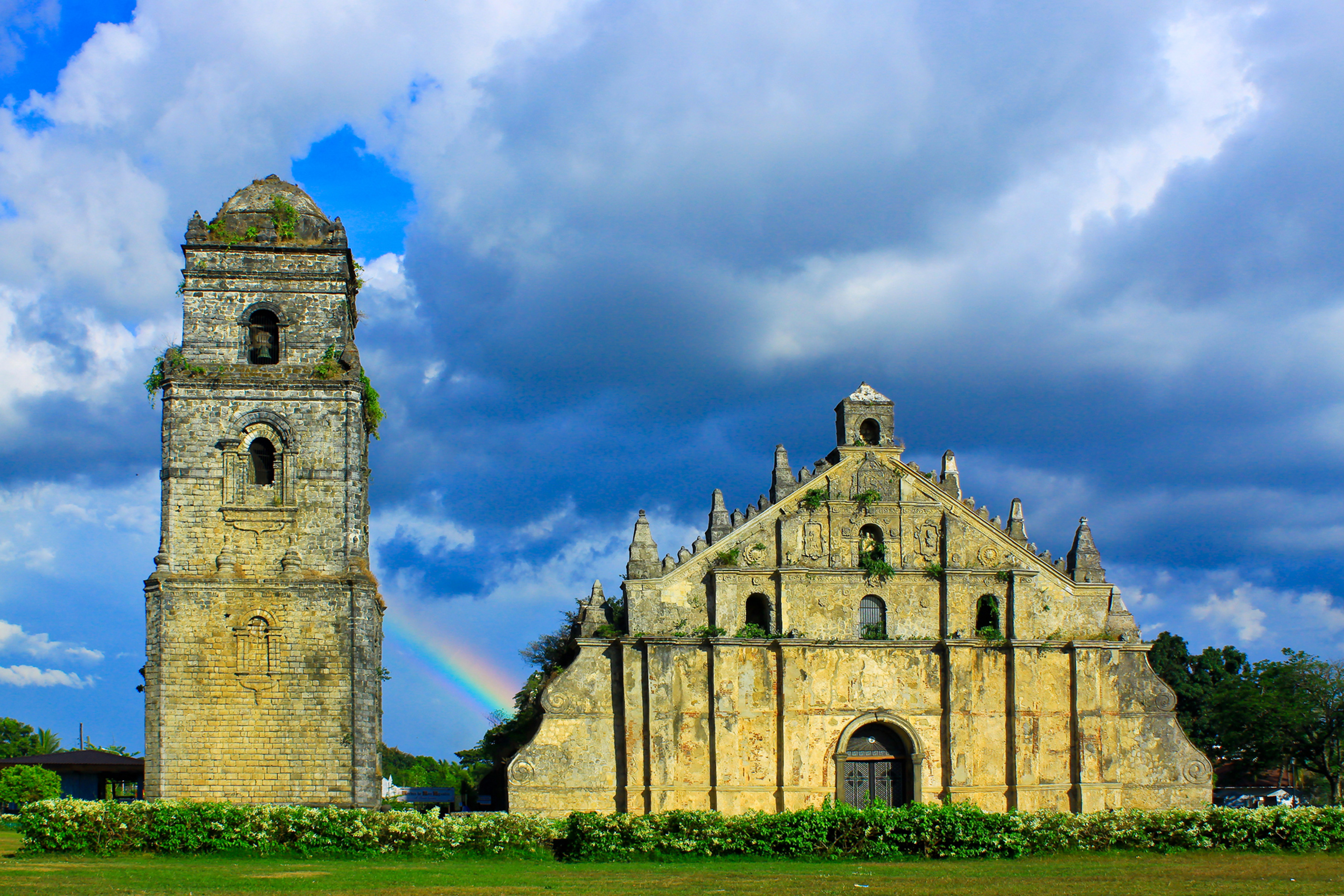
Paoay
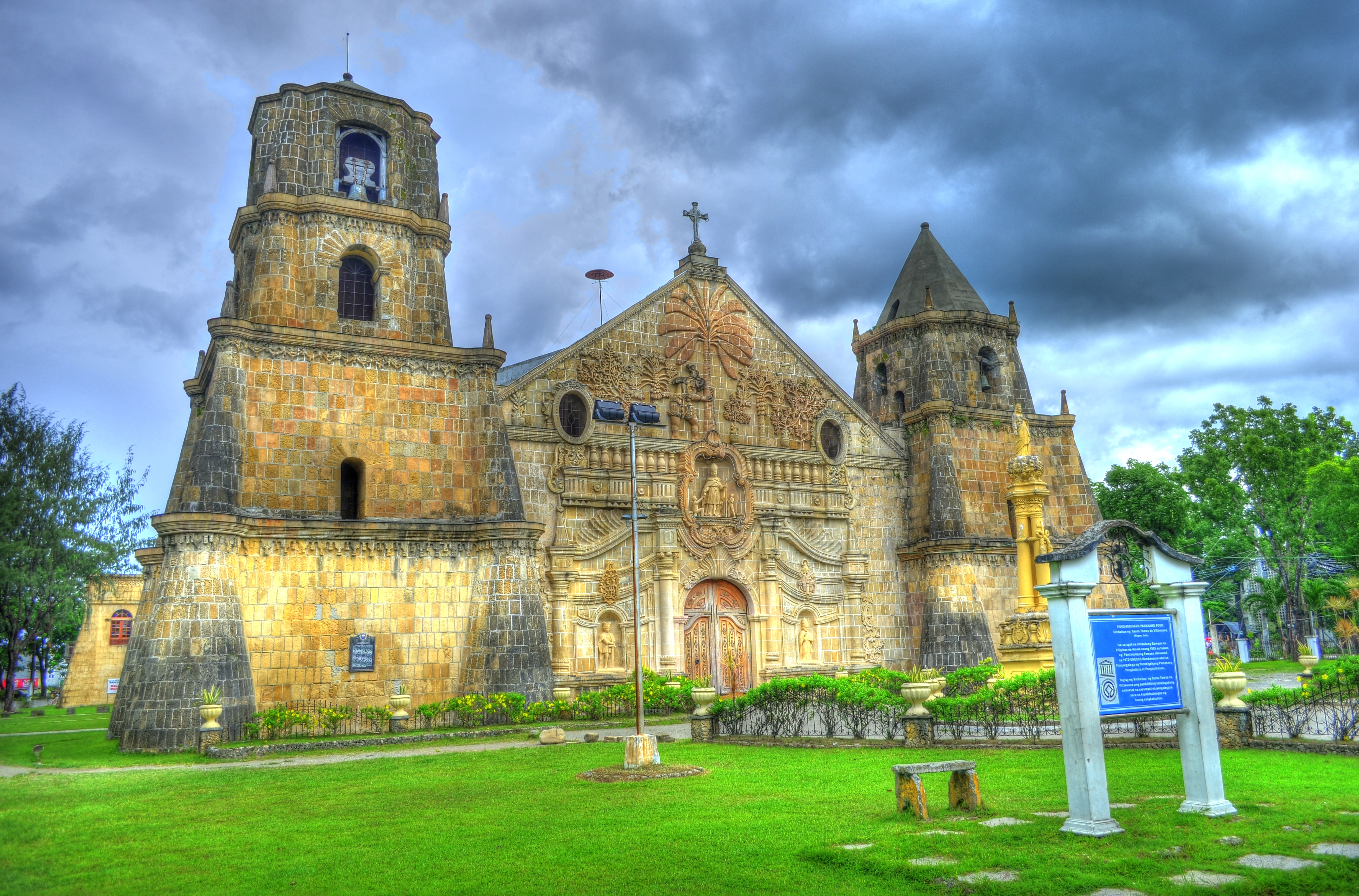
Miagao